# Kolkheti 1913 Poti
Maillots
Dernière mise à jour : 12 février 2012.
Le Football Club Kolkheti 1913 Poti (en géorgien : საფეხბურთო კლუბი კოლხეთი-1913 ფოთი), plus couramment abrégé en Kolkheti 1913 Poti, est un club géorgien de football fondé en 1913 et basé dans la ville de Poti.

## Historique
- 1913 : fondation du club
- 1996 : 1re participation à la Coupe Intertoto (C4, saison 1996/97)[2]
- 1997 : 1re participation à la Coupe de l'UEFA (C3, saison 1997/98)[3]

## Palmarès
| Compétitions nationales |
| --- |
| - Championnat de Géorgie : - Vice-champion : 1993-1994 et 1996-1997. - Championnat de Géorgie de deuxième division : - Champion : 2023 - Vice-champion : 2009-2010 et 2013-2014. |

## Personnalités du club

### Présidents
- Guiorgui Tchadouneli (depuis le 31 janvier 2021)[7]

### Entraîneurs
- Guia Guigatadzé (depuis le 7 juin 2021)[8]